# Orodel (gmina)
Orodel – gmina w Rumunii, w okręgu Dolj. Obejmuje miejscowości Bechet, Călugărei, Cornu, Orodel i Teiu. W 2011 roku liczyła 2731 mieszkańców.